# Proceratium micrommatum
Proceratium micrommatum (лат.) — вид мелких муравьёв из подсемейства Proceratiinae (Formicidae). Эндемик Нового Света.

## Распространение
Гондурас, Коста-Рика и Панама (Северная Америка), Венесуэла, Колумбия, Перу (Южная Америка).

## Описание
Мелкие муравьи с загнутым вниз и вперёд кончиком брюшком (длина рабочих 2,64—3,53 мм; длина глаз составляет 0,04—0,05 мм у рабочих и до 0,20 мм у маток). От близких видов отличается следующими признаками: мелкие размеры (менее 3,6 мм), постпетиоль на виде сверху прямоугольный и антеролатерально угловатый; мезосома вытянутая и менее выпуклая (чем у Proceratium convexiceps); область между базальной и наклонной гранями проподеума с очень поверхностными следами поперечного киля; верх проподеума покрыт и длинными и короткими волосками; киль на проподеуме не развит. Средние голени без гребенчатых шпор. Нижнечелюстные щупики 3-члениковые, нижнегубные щупики состоят из 2 сегментов. Окраска коричневая. Предположительно, как и другие близкие виды охотятся на яйца пауков и других членистоногих.

## Классификация
Относится к группе видов из клады Proceratium micrommatum, наиболее близок к видам Proceratium panamense и Proceratium poinari.